# Nadifa Mohamed
Nadifa Mohamed (Hargeisa, 1981.), somalijsko-britanska romanopiskinja i novinarka.

## Životopis
Rođena je 1981. u gradu Hargeisa u Somaliji. Otac joj je bio mornar i prekomorski trgovac, a majka poljoprivrednica. Zbog Somalijskog građanskog rata cijela se obitelj godine 1986. odselila u London. Iako nisu namjeravali ostajati u Ujedinjenom Kraljevstvu, nije se nazirao kraj građanskoga rata, pa su bili prisiljeni ostati.
Diplomirala je povijest i politiku na Oxfordskom sveučilištu. Rodni grad prvi je put nakon progonstva posjetila 2008. godine. Piše za The Guardian.

## Nagrade
- Nagrada Bety Trask za roman Black Mamba Boy (2010.)
- Najbolja britanski romanopisac godine prema izboru časopisa Granta (2013.)
- Nagrada Somerset Maugham za roman The Orchard of Lost Souls (2014.)